# Куин (Ирландия)

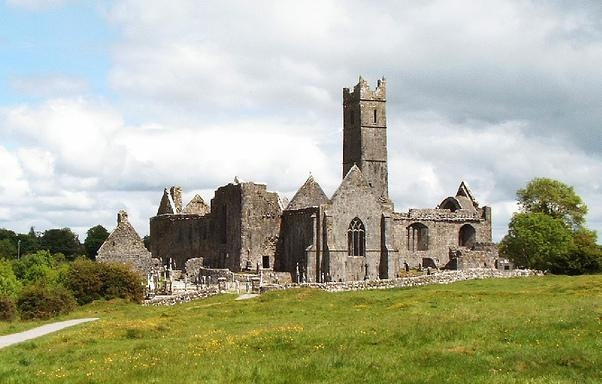
Монастырь Куин

Куин (англ. Quin; ирл. Cuinche, «пять дорог») — деревня в Ирландии, находится в графстве Клэр (провинция Манстер).

## Демография
Население — 565 человек (по переписи 2006 года). В 2002 году население составляло 427 человек.
Данные переписи 2006 года:
| Общие демографические показатели |               |                               |                               |      |      |
| Всё население                    | Всё население | Изменения населения 2002—2006 | Изменения населения 2002—2006 | 2006 | 2006 |
| 2002                             | 2006          | чел.                          | %                             | муж. | жен. |
| 427                              | 565           | 138                           | 32,3                          | 267  | 298  |